# Agence japonaise du tourisme
L'Agence japonaise du tourisme (観光庁, Kankō-chō), ou JTA, est une organisation créée le 1er octobre 2008 en tant qu'agence du ministère du Territoire, des Infrastructures, des Transports et du Tourisme.

## Objectifs
L'Agence japonaise du tourisme a été créée avec l'intention de stimuler les économies locales et de favoriser la compréhension mutuelle internationale à la suite de la législation de la loi fondamentale sur la promotion du tourisme (en décembre 2006, pour réviser entièrement la loi fondamentale sur le tourisme),, à la suite de la résolution des commissions dans les deux chambres de la Diète au cours du processus législatif, et à la décision lors d'une réunion du Cabinet du Plan de base (en juin 2007 qui a été établi conformément à la loi de base. La base juridique de l'Agence est la loi portant à la création du ministère du Territoire, des Infrastructures, des Transports et du Tourisme.
Les deux résolutions de commission (de contenu presque identique) sont prises par la commission des terres et des transports de chaque chambre de la Diète, pour souligner huit questions sur lesquelles le gouvernement devrait prendre des mesures appropriées lorsqu'il applique la loi fondamentale. N ° 8, il a été déclaré que le gouvernement devrait faire des efforts pour mettre en place une agence de tourisme ou assimilé.
Dans le Plan de base, cinq objectifs fondamentaux sont fixés, dont les substances sont, respectivement, d'augmenter le nombre de :
a) les touristes étrangers visitant le Japon ;
b) les réunions internationales tenues au Japon ;
c. les nuits d'hébergement pour un Japonais pendant les visites touristiques nationales ;
d. Les touristes japonais à l'étranger ;
e. les dépenses au Japon pour les visites guidées.
Les cinq cibles ont chacune une valeur numérique.Beaucoup parmi le total de 25 cibles différentes ont chacune une valeur numérique.